# Stelutis alpinis
(Pier Paolo Pasolini, Il sogno di una cosa)
Stelutis alpinis è un brano corale della tradizione friulana, composto da Arturo Zardini. 

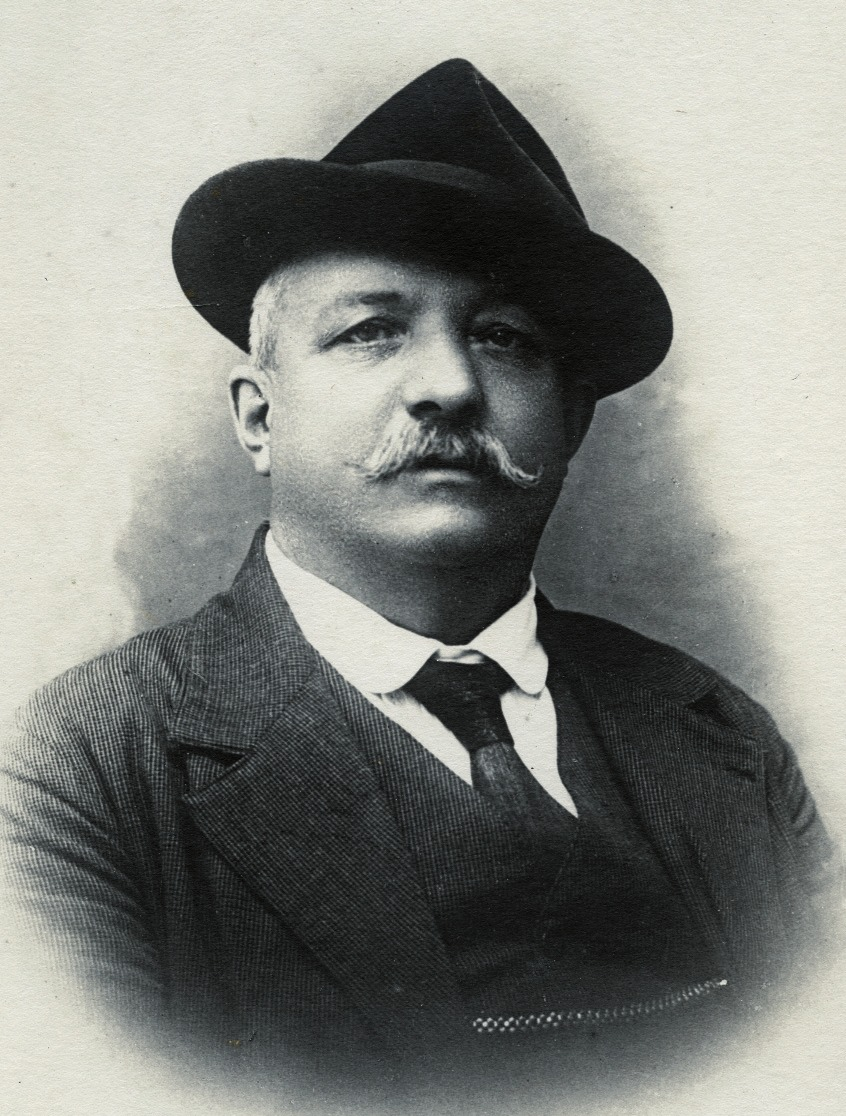
Arturo Zardini

## Descrizione
Composto a Firenze quando era sfollata, causa l'occupazione tedesca della natia Pontebba e del Friuli, presso la locanda "Al Porcellino" e lì eseguita per la prima volta da un improvvisato coro di pontebbani profughi, accompagnati al pianoforte dalla signora Pia Borletti in Nassimbeni. Prima esecuzione a Udine il 5 dicembre 1920 nella sala del palazzo Bartolini (oggi biblioteca comunale) da parte della Società Corale di Pontebba diretta dall'autore.
Il testo si richiama alla villotta friulana, in versi ottonari; la forma musicale mostra due parti superiori (tenori primi e secondi) che procedono per moto parallelo e una o due parti inferiori (bassi e baritoni) "contrappuntano" sui gradi fondamentali della scala, in questo caso di Re maggiore.
Il testo, pur non facendo riferimenti espliciti a scritti religiosi o liturgici, è sovente cantato durante le celebrazioni liturgiche a cui partecipano i militari di montagna.
Nel 1975 il regista Pier Paolo Pasolini usò il brano per la scena finale del suo ultimo film Salò o le 120 giornate di Sodoma.

## Interpretazioni
Il brano è stato eseguito da note formazioni come i Philippines Madrigal Singers di Manila o il coro Tone Tomsic di Lubiana. Numerosi anche i compositori che hanno tenuto in considerazione la melodia del brano per una rivisitazione, come Antonio Pedrotti per il coro della SAT, Mario Lanaro, Lamberto Pietropoli. Fra chi ha tratto ispirazione dal brano vi è anche il cantautore Francesco De Gregori, che l'ha tradotto in lingua italiana arrangiandolo per voce singola nell'album Prendere e lasciare.
L'interpretazione del brano è "sottovoce", con crescendo per l'enfatizzazione di alcune parole. Una forma di madrigale moderna che narra di un alpino morto nella grande guerra, il quale si rivolge alla propria sposa, ricordandole che lui, come la stella alpina, le saranno sempre accanto.

## Testo
(Stelutis alpinis)